# کوره هوفمن
کورهٔ هوفمن یا کورهٔ هوفمان (Hoffmann kiln) یکی از کوره‌های مورد استفاده در شاخه‌های مختلف صنایع سرامیک است. این کوره در سال ۱۸۵۶ توسط فردی به همین نام ابداع شد ∗ و در حال حاضر در صنایع آجر، سفال و مواد دیرگداز مورد استفاده قرار می‌گیرد. این کوره در گروه کوره‌های پیوسته یا مداوم قرار دارد. در این کوره، محصولات ثابت و آتش متحرک است.

## چگونگی پخت محصولات در کورهٔ هوفمن
کورهٔ هوفمن، تونل طویلی است که به شکل حلقه یا بیضی ساخته می‌شود و با استفاده از دیواره‌ها یا تیغه‌هایی به اتاقک‌هایی تقسیم می‌شود. اتاقک‌های کورهٔ هوفمن از کانال دریچه‌ها یا درهایی که در تیغه‌های جداکنندهٔ اتاق‌ها تعبیه شده‌است، با یکدیگر در ارتباط هستند. هر یک از اتاق‌ها نیز یک درب خروجی به بیرون دارند که برای بارگیری و تخلیهٔ کوره مورد استفاده قرار می‌گیرند. به این درها خمیره یا قمیره می‌گویند. اندازهٔ کورهٔ هوفمن با استفاده از این درها بیان می‌شود؛ مثلاً یک کورهٔ ۳۲ قمیره‌ای، کوره‌ای است با ۳۲ درب که هر درب به یک اتاقک برای چیدن آجرها (یا سایر محصولات) مرتبط است. ∗ محل استقرار سوخت‌پاش‌ها نیز در سقف قرار دارد.
در کورهٔ هوفمن، محصولات قبل از آنکه مستقیماً توسط آتش پخته شوند، با حرارت سایر اتاقک‌ها گرم می‌شوند که اصطلاحاً پیش‌گرمایش نامیده می‌شود. این حرارت همراه با گاز خروجی اتاقک پخت و از طریق دریچه‌هایی که قبلاً تعبیه شده‌است حرکت می‌کند و به اتاق‌های مجاور وارد می‌شود و محصولات موجود در آن‌ها را پیش‌گرم می‌کند. زمانی که در یک اتاق، عملیات پخت در جریان است، در اتاقک مقابل (دورترین اتاق)، عملیات تخلیه و بارگیری در جریان است. این کار با استفاده از دری که اتاقک به بیرون کوره دارد انجام می‌شود. ضمن بار گیری، هوای خنک نیز وارد کوره می‌شود که به وسیلهٔ آتش موجود در اتاقک پخت و از طریق دریچه‌های تعبیه شده بین اتاق‌ها مکیده می‌شود؛ بنابراین هوا از اتاق‌هایی که عملیات پخت قبلاً در آنها صورت گرفته‌است حرکت می‌کند و باعث خنک شدن محصولات پخته‌شده می‌شود. به این ترتیب در حلقهٔ کورهٔ هوفمن دو جریان هوا وجود دارد؛هوایی که در نیم‌دایرهٔ اول، از اتاق پخت به سمت بیرون جریان دارد و اتاق‌های بعدی را پیش‌گرم می‌کند.
هوایی که در نیم‌دایرهٔ مقابل، از بیرون به سمت اتاقک پخت جریان دارد و اتاق‌های قبلی را خنک می‌کند.
با اتمام عملیات پخت در اتاق پخت، در اتاق روبرویی حلقهٔ هوفمن نیز عملیات بارگیری تمام می‌شود و درب آن به بیرون بسته می‌شود. در این مرحله، مشعل‌ها از سقف اتاق پخت به سقف اتاق بعدی منتقل می‌شوند و درب اتاق روبرویی این اتاق (اتاق پخت جدید) برای تخلیه و بارگیری گشوده خواهد شد.

## انواع کورهٔ هوفمان
کوره‌های هوفمان در چند مدل مختلف ساخته می‌شود:
- کورهٔ حلقوی
- کورهٔ زیگ‌زاگ (zig-zag)
- کورهٔ بوکس (Bocks)
- کورهٔ هاریزن (Harrizon)

اما معمولاً به کورهٔ حلقوی، کورهٔ هوفمن گفته می‌شود.
درزمان واکنش کوره به مواد اولیه.